# Aleksandr Choroszyłow
Aleksandr Wiktorowicz Choroszyłow (ros. Александр Викторович Хорошилов; ur. 16 lutego 1984 w Moskwie) – rosyjski narciarz alpejski.

## Kariera
Po raz pierwszy na arenie międzynarodowej Aleksandr Choroszyłow pojawił się 22 stycznia 2000 roku w zawodach FIS Race w Les Carroz, zajmując dziesiąte miejsce w slalomie. W 2001 roku brał udział w mistrzostwach świata juniorów w Verbier, gdzie jego najlepszym wynikiem było 35. miejsce w slalomie. Jeszcze trzykrotnie startował na imprezach tego cyklu, najlepszy wynik osiągając podczas mistrzostw świata juniorów w Mariborze w 2004 roku, gdzie był szesnasty w kombinacji.
W zawodach Pucharu Świata zadebiutował 17 grudnia 2004 roku w Val Gardena, zajmując 53. miejsce w supergigancie. Pierwsze pucharowe punkty wywalczył 22 stycznia 2006 roku w Kitzbühel, zajmując ósme miejsce w kombinacji. Na podium zawodów pucharowych po raz pierwszy stanął 14 grudnia 2014 roku w Åre, kończąc slalom na trzeciej pozycji. W zawodach tych wyprzedzili go jedynie Austriak Marcel Hirscher oraz Niemiec Felix Neureuther. Jedyne zwycięstwo odniósł 27 stycznia 2015 roku w Schladming, gdzie triumfował w slalomie, przed Włochem Stefano Grossem i Felixem Neureutherem. Najlepsze wyniki osiągał w sezonie 2014/2015, kiedy zajął trzynaste miejsce w klasyfikacji generalnej, a w klasyfikacji slalomu był trzeci.
Na igrzyskach olimpijskich w Turynie w 2006 roku zajął między innymi 22. miejsce w kombinacji. Na rozgrywanych cztery lata później igrzyskach w Vancouver zajął 21. miejsce w superkombinacji i 23. miejsce w slalomie. Brał też udział w igrzyskach olimpijskich w Soczi w 2014 roku, gdzie jego najlepszym wynikiem było czternaste miejsce w slalomie. Był również piąty w tej konkurencji podczas mistrzostw świata w Sankt Moritz w 2017 roku i ósmy podczas mistrzostw świata w Vail/Beaver Creek dwa lata wcześniej.

## Osiągnięcia

### Igrzyska olimpijskie
| Miejsce | Dzień     | Rok  | Miejscowość     | Konkurencja     | Czas biegu | Strata | Zwycięzca           |
| ------- | --------- | ---- | --------------- | --------------- | ---------- | ------ | ------------------- |
| 38.     | 12 lutego | 2006 | Sestriere       | Zjazd           | 1:48,80    | +5,90  | Antoine Dénériaz    |
| 22.     | 14 lutego | 2006 | Sestriere       | Kombinacja      | 3:09,35    | +6,11  | Ted Ligety          |
| 41.     | 18 lutego | 2006 | Sestriere       | Supergigant     | 1:30,65    | +4,86  | Kjetil André Aamodt |
| DNF1    | 25 lutego | 2006 | Sestriere       | Slalom          | 1:43,14    | —      | Benjamin Raich      |
| 45.     | 15 lutego | 2010 | Whistler        | Zjazd           | 1:54,31    | +4,90  | Didier Défago       |
| 28.     | 19 lutego | 2010 | Whistler        | Supergigant     | 1:30,34    | +2,50  | Aksel Lund Svindal  |
| 21.     | 21 lutego | 2010 | Whistler        | Superkombinacja | 2:44,92    | +4,36  | Bode Miller         |
| 38.     | 23 lutego | 2010 | Whistler        | Gigant          | 2:37,83    | +7,53  | Carlo Janka         |
| 23.     | 27 lutego | 2010 | Whistler        | Slalom          | 1:39,32    | +3,50  | Giuliano Razzoli    |
| 30.     | 14 lutego | 2014 | Krasnaja Polana | Superkombinacja | 2:45,20    | +13,26 | Sandro Viletta      |
| 14.     | 22 lutego | 2014 | Krasnaja Polana | Slalom          | 1:41,84    | +2,39  | Mario Matt          |
| 17.     | 22 lutego | 2018 | Pjongczang      | Slalom          | 1:38,99    | +1,74  | André Myhrer        |
| 9.      | 24 lutego | 2018 | Pjongczang      | Drużynowo       | -          | -      | Szwajcaria          |
| 10.     | 16 lutego | 2022 | Pekin           | Slalom          | 1:44,09    | +1,08  | Clément Noël        |

### Mistrzostwa świata
| Miejsce | Dzień     | Rok  | Miejscowość       | Konkurencja     | Czas biegu | Strata | Zwycięzca              |
| ------- | --------- | ---- | ----------------- | --------------- | ---------- | ------ | ---------------------- |
| DNF     | 3 lutego  | 2005 | Bormio            | Kombinacja      | 3:19,10    | -      | Benjamin Raich         |
| DNF1    | 5 lutego  | 2005 | Bormio            | Zjazd           | 1:56,22    | -      | Bode Miller            |
| DNS     | 12 lutego | 2005 | Bormio            | Slalom          | 1:41,34    | -      | Benjamin Raich         |
| 43.     | 6 lutego  | 2007 | Åre               | Supergigant     | 1:14,30    | +2,77  | Patrick Staudacher     |
| DNF     | 8 lutego  | 2007 | Åre               | Superkombinacja | 2:28,99    | -      | Daniel Albrecht        |
| 43.     | 11 lutego | 2007 | Åre               | Zjazd           | 1:44,68    | +4,69  | Aksel Lund Svindal     |
| 31.     | 14 lutego | 2007 | Åre               | Gigant          | 2:19,64    | +6,70  | Aksel Lund Svindal     |
| DSQ     | 17 lutego | 2007 | Åre               | Slalom          | 1:57,33    | -      | Mario Matt             |
| 30.     | 4 lutego  | 2009 | Val d’Isère       | Supergigant     | 1:19,41    | +4,75  | Didier Cuche           |
| 10.     | 9 lutego  | 2009 | Val d’Isère       | Superkombinacja | 2:23,00    | +2,91  | Aksel Lund Svindal     |
| DNF1    | 13 lutego | 2009 | Val d’Isère       | Gigant          | 2:18,82    | -      | Carlo Janka            |
| 12.     | 15 lutego | 2009 | Val d’Isère       | Slalom          | 1:44,17    | +3,78  | Manfred Pranger        |
| DNF1    | 9 lutego  | 2011 | Ga-Pa             | Supergigant     | 1:38,31    | -      | Christof Innerhofer    |
| 53.     | 18 lutego | 2011 | Ga-Pa             | Gigant          | 2:10,56    | +23,18 | Ted Ligety             |
| DNF1    | 20 lutego | 2011 | Ga-Pa             | Slalom          | 1:41,72    | -      | Jean-Baptiste Grange   |
| 23.     | 11 lutego | 2013 | Schladming        | Superkombinacja | 2:56,96    | +12,21 | Ted Ligety             |
| DNF1    | 17 lutego | 2013 | Schladming        | Slalom          | 1:51,03    | -      | Marcel Hirscher        |
| 8.      | 15 lutego | 2015 | Vail/Beaver Creek | Slalom          | 1:58,94    | +1,47  | Jean-Baptiste Grange   |
| 5.      | 19 lutego | 2017 | Sankt Moritz      | Slalom          | 1:34,75    | +1,05  | Marcel Hirscher        |
| 15.     | 17 lutego | 2019 | Åre               | Slalom          | 2:07,85    | +1,99  | Marcel Hirscher        |
| DNF1    | 21 lutego | 2021 | Cortina d’Ampezzo | Slalom          | 1:46,48    | -      | Sebastian Foss Solevåg |

### Mistrzostwa świata juniorów
| Miejsce | Dzień     | Rok  | Miejscowość  | Konkurencja | Czas biegu | Strata | Zwycięzca                      |
| ------- | --------- | ---- | ------------ | ----------- | ---------- | ------ | ------------------------------ |
| 46.     | 6 lutego  | 2001 | Verbier      | Supergigant | 1:28,17    | +6,23  | Christoph Kornberger           |
| 61.     | 8 lutego  | 2001 | Verbier      | Gigant      | 2:08,79    | +7,87  | Hannes Reiter                  |
| 35.     | 9 lutego  | 2001 | Verbier      | Slalom      | 1:25,72    | +8,00  | Stefan Kogler                  |
| 59.     | 27 lutego | 2002 | Tarvisio     | Zjazd       | 1:26,85    | +6,77  | Adam Cole                      |
| DNF2    | 2 marca   | 2002 | Tarvisio     | Slalom      | 1:30,46    | +0,91  | Steven Nyman                   |
| 49.     | 4 marca   | 2003 | Briançonnais | Zjazd       | 1:09,49    | +3,07  | Daniel Albrecht                |
| 59.     | 5 marca   | 2003 | Briançonnais | Supergigant | 1:17,10    | +4,45  | François Bourque               |
| 48.     | 7 marca   | 2003 | Briançonnais | Gigant      | 2:02,72    | +8,07  | Daniel Albrecht Mario Scheiber |
| DNF1    | 8 marca   | 2003 | Briançonnais | Slalom      | 1:33,74    | -      | Marc Berthod                   |
| 61.     | 10 lutego | 2004 | Maribor      | Zjazd       | 1:09,61    | +3,49  | Romed Baumann                  |
| 63.     | 12 lutego | 2004 | Maribor      | Supergigant | 1:17,49    | +4,51  | Hans Olsson                    |
| 50.     | 13 lutego | 2004 | Maribor      | Gigant      | 2:17,40    | +6,83  | Jeffrey Harrison               |
| 40.     | 14 lutego | 2004 | Maribor      | Slalom      | 1:33,33    | +15,32 | Raphael Fässler                |
| 16.     | 15 lutego | 2004 | Maribor      | Kombinacja  | 32,84 pkt  | ?      | François Bourque               |

### Puchar Świata

#### Miejsca w klasyfikacji generalnej
- sezon 2005/2006: 101.
- sezon 2007/2008: 102.
- sezon 2008/2009: 89.
- sezon 2009/2010: 117.
- sezon 2010/2011: 132.
- sezon 2011/2012: 100.
- sezon 2012/2013: 73.
- sezon 2013/2014: 57.
- sezon 2014/2015: 13.
- sezon 2015/2016: 27.
- sezon 2016/2017: 19.
- sezon 2017/2018: 91.
- sezon 2018/2019: 83.
- sezon 2019/2020: 40.
- sezon 2020/2021: 59.
- sezon 2021/2022: 78.

#### Miejsca na podium w zawodach
1. Åre – 14 grudnia 2014 (slalom) - 3. miejsce
2. Schladming – 27 stycznia 2015 (slalom) - 1. miejsce
3. Santa Caterina di Valfurva – 6 stycznia 2016 (slalom) - 3. miejsce
4. Adelboden – 10 stycznia 2016 (slalom) - 3. miejsce
5. Schladming – 26 stycznia 2016 (slalom) – 3. miejsce
6. Val d’Isère – 11 grudnia 2016 (slalom) – 3. miejsce
7. Kitzbühel – 22 stycznia 2017 (slalom) - 3. miejsce
8. Schladming – 24 stycznia 2017 (slalom) – 3. miejsce
9. Wengen – 19 stycznia 2020 (slalom) - 3. miejsce